# イウリ・リーリオ・フレイタス・デ・カスティーリョ
イウリ・リーリオ・フレイタス・ジ・カスチーリョ（葡: Iury Lírio Freitas de Castilho、1995年9月6日 - ）は、ブラジル・リオデジャネイロ出身のサッカー選手。ポジションはフォワード。

## 来歴
マドゥレイラEC、ECティグレス、アヴァイFCの育成組織出身。2014年からブラジル・セリエA及びサンタカタリーナ州選手権に参加するトップチームでプレーした。 
2017年7月、ウクライナ・プレミアリーグのFCゾリア・ルハンスクと契約、25試合出場11ゴールと活躍。 
2018年6月7日、UAEガルフリーグのアル・ナスルSCに移籍。アル・ナスルSCおよび期限付き移籍先であるアル・フェイハでは出場機会が得られず、翌シーズンはポルトガル・プリメイラ・リーガのポルティモネンセSCに完全移籍。
2020年1月1日、日本のレノファ山口FCに期限付き移籍。2021年1月7日、移籍期間満了により退団した。以後、ブラジルに戻ってプレーを続けている。

## 個人成績
| 国内大会個人成績 | 国内大会個人成績 | 国内大会個人成績 | 国内大会個人成績 | 国内大会個人成績 | 国内大会個人成績 | 国内大会個人成績 | 国内大会個人成績 | 国内大会個人成績 | 国内大会個人成績 | 国内大会個人成績 | 国内大会個人成績 |
| 年度             | クラブ           | 背番号           | リーグ           | リーグ戦         | リーグ戦         | リーグ杯         | リーグ杯         | オープン杯       | オープン杯       | 期間通算         | 期間通算         |
| 年度             | クラブ           | 背番号           | リーグ           | 出場             | 得点             | 出場             | 得点             | 出場             | 得点             | 出場             | 得点             |
| 日本             | 日本             | 日本             | 日本             | リーグ戦         | リーグ戦         | リーグ杯         | リーグ杯         | 天皇杯           | 天皇杯           | 期間通算         | 期間通算         |
| ---------------- | ---------------- | ---------------- | ---------------- | ---------------- | ---------------- | ---------------- | ---------------- | ---------------- | ---------------- | ---------------- | ---------------- |
| 2020             | 山口             | 9                | J2               | 31               | 9                | -                | -                |                  |                  |                  |                  |
| 通算             | 日本             | 日本             | J2               | 31               | 9                | -                | -                |                  |                  |                  |                  |
| 総通算           | 総通算           | 総通算           | 総通算           | 31               | 9                | 0                | 0                |                  |                  |                  |                  |